# Гемприх, Фридрих Вильгельм
Фридрих Вильгельм Гемприх (нем. Friedrich Wilhelm Hemprich) — немецкий натуралист, зоолог и врач.

## Биография
Гемприх изучал медицину во Вроцлаве и Берлине и получил учёную степень кандидата наук. В Берлине он подружился с Христианом Готфридом Эренбергом (1795—1876), который также, как и Гемприх, имел большой интерес к естествознанию. В 1820—1821 годах оба были приглашены Мартином Лихтенштейном (1780—1857) принять участие в экспедиции в Египет, которую они как натуралисты были обязаны поддержать. Путешествие проходило от Каира до Дерны. На второй экспедиции 1821—1825 годов они путешествовали вдоль Нила на юг, пересекли пустыню Синай и Ливан и объездили Красное море. По пути они собрали природно-исторические образцы. Гемприх умер в гавани Массавы от лихорадки.

## Эпонимы
В честь Гемприха названы ток (Tockus hemprichii), аденская чайка (Ichthyaetus hemprichii) и белобрюхий стрелоух (Otonycteris hemprichii).

## Труды
- Symbolæ physicæ. Mittler, Berlin 1828-33 pm. (co: Christian Gottfried Ehrenberg)
- Reisen in Aegypten, Libyen, Nubien und Dongola. Mittler, Berlin 1828 pm.
- Grundriß der Naturgeschichte für höhere Lehranstalten. Rücker, Berlin 1820-29 pm.